# 胤祀
胤禩インシは、清朝聖祖康熙帝の第八皇子。後に世宗雍正帝の忌み名「胤禛」を避諱して允禩インシに改めた。尚、「禩」は「祀」の異体字の一つ。
康熙帝の生前、諸皇子が帝位をめぐってそれぞれに旗を揚げ、最終的には胤禩が率いる派閥と四兄・胤禛 (のちの雍正帝) を支持する派閥とにわかれて暗闘を続けた (九子奪嫡)。胤禩派の諸皇子や大臣らは胤禩を「八賢王」と称えた。
雍正帝は即位後、胤禩を廉親王に冊封したが、かつて自らに敵対した八弟・允禩を恕すことができず、種々の言いがかりをつけて宗籍を剥奪した上に、改名を求め、胤禩は「アキナ」に改めた。アキナは雍正年間に獄中で病死したが、高宗乾隆帝の代に名と宗籍を恢復された。

## 略歴
康熙20年 (1681) 旧暦2月10日、康熙帝の第八皇子として出生。胤禩の生母は卑賤な身分出身の宮女であった為、胤禩は長兄・允禔の生母・恵妃の許で養育された。
康熙37年 (1698) 旧暦3月【17歳】 諸皇子中最年少でドロイ･ベイレに冊封。
康熙47年 (1708) 旧暦9月【27歳】4日に皇太子・胤礽が廃位され、内務府総管・凌普 (廃太子の乳父) が汚職で検挙される。7日、胤禩が凌普に代って事務代理 (署事) に就任。25日、胤禩を新しい皇太子に薦挙した長兄・胤禔が失言し、康熙帝が胤礽暗殺未遂への胤禩の関与を疑う。29日、朋党の結成、太子の暗殺未遂などの廉で胤禩は爵位剥奪、拘禁されるが、11月28日、ドロイ･ベイレに復位。
康熙48年 (1709) 旧暦2月 【28歳】安郡王ヨロ (胤禩正室の祖父) の側室死去に伴い弔問。3月、胤礽が皇太子に復位。それに伴い諸皇子が叙爵・陞爵される中、胤禩は「足るを知るべし」と康熙帝から愛想を尽かされ、陞爵保留。
康熙54年 (1715) 旧暦正月【33歳】ドロイ･ベイレの地位に在りながら品性下劣 (行止卑汚)、役務怠慢であると康熙帝の譴責を受け、俸銀 (給銀)、俸米 (扶持米) の支給停止。配下の護衛官、執事も連座し同様に俸禄支給停止。
康熙61年 (1722) 旧暦11月【40歳】康熙帝崩御。四兄・胤禛が践祚 (→雍正帝)。
雍正帝の命を受けて、十三弟・允祥、馬斉、ロンコドとともに政務主幹となり、その頃に廉親王に冊封され、理藩院尚書を務める傍ら、工部の事務を担ったが、度々譴責を受けて遂には官職を免黜された。
雍正4年 (1726) 旧暦正月、黄帯子を剥奪されて宗籍を喪失し、監禁されて宗人府の監視を受けた。罪状は40条にのぼり、諸王や大臣の提議によって改名を促され、「アキナ (阿其那)」に改め、同じくアキナの子は「菩薩保」と改名し、雍正帝はこれを容れた。同年9月19日、アキナは宗人府に監禁されたまま病歿した。
乾隆43年 (1778)、「允禩」に復名され、宗室籍も恢復。しかし爵位は恢復されず。

## 雍泰私刑騒動
康熙47年 (1708) 旧暦9月に皇太子・胤礽が廃位される以前、胤禩が御史の雍泰に勝手に笞刑を加え (私行箠楚)、康熙帝の譴責を受けた。訣をきかれた胤禩は「大高玄殿 (明清皇家の道観) の修繕のことで処罰しました」と答えた。文官への処罰は慎重にせねばならない、康熙帝がそういって胤禩を咎めたところ、皇太子・胤礽が口を挟んで言った。「胤禩が雍泰を処罰したのは、胤禩の乳母の夫が讒言したのを、胤禩が信じたからです。」皇太子・胤礽はこの差し出口により胤禩の恨みを買った。
胤禩の乳母の夫・雅斉布には呉達理という叔父があった。ある日、呉達理が厩長 (厩奉行) として雍泰に同行し関所を通過 (出關差) したが、その際、雍泰が規定の通行税を払わなかった為、呉達理は事情を雅斉布に話し、伝え聞いた胤禩が処罰したのだという。
事情を了解した康熙帝は雅斉布を翁牛特オンリュート公主 (和碩温恪公主?) に与えるという勅旨を降した。斯くして雅斉布は実質的に追放され、胤禩はこれをきっかけとして康熙帝に対しても恨みを募らせるようになり、周囲からの同情を買おうと讒言を言い拡めた。そしてやがて胤禩とその取り巻きは、かつて皇太子に集って私服を肥やしていた往年のソエトとその取り巻きのような雰囲気を放ち始めた。
ところが豈に図らんや、雅斉布は実は京師にいた。康熙帝の処置に不満を抱いた胤禩が勅旨を無視して匿っていたのである。胤禩のこの行動は、康熙帝の怒りを買って自死を命じられた得麟を秘かに逃亡させた往年の皇太子を彷彿とさせた。朕の老い先が短いからと見くびってそのような挑発行為を敢えてするか。康熙帝は胤禩の態度に憤慨し、雅斉布夫妻を処刑した。胤禩は激昂する康熙帝に奏摺を送り「冤罪です」と訴えたが、康熙帝が信じなかったのは言わでもの事。むしろ康熙帝は、かつてソエトを殺された皇太子・胤礽がそうであったように、胤禩もまた朋党を利用して乳母夫婦の復讐を企てるのではないかと猜疑した。
康熙帝はこの件を以て胤禩を強く非難した。
```
臣子たる者、竟
つい
に敢へて君父と怨を結び讎を成す、逆亂已
はなはだ
極まれり。
```

「臣下たる子が君主たる父に怨恨を抱き、仇敵とみなすなど、謀反も甚だしい。」さらに康熙帝は諸皇子に勅書を下し、胤禩との父子の義理はもはや絶えたも同然と、事実上の勘当宣言ともとれる発言を放った。康熙帝の死後、允禩は皇帝に即位した四兄・胤禛に向って、勘当宣言の勅書を公にしないよう再三哀願した。あれが公式に宣読されれば人として生きていけなくなってしまう。そう嘆く允禩をさすがに不憫に思った胤禛は、勅書を内閣に命じて保管させた。ところが允禩は康熙帝の生前からそうであったように、またも周囲の同情を買おうと讒言を放つことに忙しく、朋党と連んで政治を妨害することをやめなかった。

## 傷寒罹患騒動
康熙帝は夏の間、熱河 (現河北省承徳市) の行宮 (避暑山荘) に滞在し、同地で政務を執るのが恒例となっていた。康熙55年も例年通り旧暦7月より熱河行宮に滞在していたが、そこに胤禩の腸チフス (傷寒) 罹患の報せがはいった。胤禩と親しいという理由で十四阿哥・胤禵に白羽の矢が立ち、康熙帝は侍医とともに治療方法を講じさせるよう命じた。
同年旧暦9月16日、康熙帝一行は宮城還幸の途についた。その途次、康熙帝は随伴させていた四阿哥・胤禛 (ホショイ雍親王) から、誰一人まだ病人を見舞っていないことを聞き、病状を知る為に使いを出させた。同月23日、密雲県 (現北京市密雲区) に滞在していた康熙帝は、胤禛から胤禩病状重篤の報告を受けた。病状を知って慌てていた胤禛は、康熙帝に奏請し、自分独り先に行って病人を見舞いたいと申し出た。康熙帝は允許し、胤禩の医薬を胤禛に任せるよう命じたものの、還幸随伴の任務を差し置いてまで見舞いのために独り戻ろうとする胤禛について、胤禩との結党を猜疑した。
同月25日、湯泉 (現河北省承徳市承徳県頭溝鎮湯泉村?) の行宮に駐輦していた康熙帝は、暢春園附近で病床に臥している胤禩を自宅に移送させてはどうかと提案した。四阿哥・胤禛をはじめ諸皇子が賛同する中、ただ独り九阿哥・胤禟だけは、八兄の身に万が一のことがあったら誰が責任をとるのかと憤り、移送中止を主張した。一方で康熙帝は「父上の仰せのままに移送しましたら、八阿哥は容体急変の末に死にました」とでも言われたらかなわぬと、「移送は賛同者の責任で実行し、朕を巻き込まぬように」と傍観する態度をとった。諸皇子は議論の末、胤禩の滞在先が康熙帝の帰路にあるため、天子への感染を防ぐ為にも移送は必至であるとして、移送を開始した。
同月27日、康熙帝はグサイ･ベイセ・蘇努スーヌ、佟国維、大学士・馬斉、領侍衛内大臣公爵・阿靈阿、鄂倫岱、侯爵・巴渾徳らに胤禩を見舞わせ、胤禛と共同で治療にあたるよう命じた。四阿哥・胤禛はそれを聞くや湯泉の行宮に罷り戻り、先に独り戻ろうという判断が軽率に過ぎたことを認め、また医薬に詳しくない上、病人も無事送り届けた今、これ以上できることはないとして謝罪した。康熙帝の猜疑はここにひとまづ氷解した。翌28日、康熙帝は暢春園に駐輦し、翌々30日、宮城に到着した。
翌旧暦10月5日、胤禩快復の報せをきき、康熙帝は前年から停止していた胤禩の俸銀と俸米を復して支給させた。そして年が明けた康熙56年旧暦正月29日、康熙帝は胤禩を気遣い、使いを遣って言った。
```
爾疾初愈、思食何物、可奏朕知、朕此處無物不有。但不知於爾相宜否、故不敢送去。
```

「やっと体調が恢復したのだ。何か食べたい物があるなら、朕に知らせれば何でも送らせよう。お前の都合を知らぬゆえ、今まで送ろうか送るまいか迷っていて送れなかったのだ。」これを聞いた胤禩は、何を思ったか康熙帝の許へ罷り出で、門前に跪くと、「何と畏れ多いお言葉、どうして受け賜れましょう」と言って折角の親切を断った。「不敢送去」の「不敢」には中国語で「…をする勇気がない」という憚りの意味もある。康熙帝に深い意味はなかったが、胤禩は、康熙帝が自分自身の立場を胤禩の下において、暗に胤禩の帝位簒奪の意図への警戒を匂わせていると曲解した。それに気づいた康熙帝は悲しんだ。そして、要らぬところに徒に神経を使い、ややもすれば直ぐ人の心を透かしてみようとする胤禩の疑い深さを嘆いた。

## 外祖父安親王
胤禩の正室ウヤ氏の母は安親王ヨロの娘で、太祖ヌルハチの玄孫にあたる。ヨロは、ヌルハチの第七皇子アバタイの第四子で、順治14年11月に安郡王から安親王に陞爵され、康熙年間には呉三桂らの叛乱 (三藩の乱) 鎮圧のために定遠平寇大将軍として派遣されて活躍した。
ヨロが賜与された親王の爵位は、実のところは輔政大臣に胡麻を擦って得たものであった。康熙29年 (1690) にヨロは親王の身分で薨去したが、生前に宗人府高官という立場にありながら私情を挟んで法を枉げたという廉で、康熙39年 (1700)、郡王に降格され、安郡王を承襲していた子らは悉く爵位を剥奪された。
ヨロの側室はヘシェリ氏ソエトの妹で、二人の間には馬爾渾 (安郡王を承襲、後剥奪)、景熙 (経希とも)、呉爾占 (伍爾占とも) らが生まれていたが、姪 (胤禩の正室) を躾ける者は一人もいなかった。それどころか、ヨロが爵位を降格された際に巻き添えを喰って爵位を剥奪されたことを根にもった呉爾占らは、言葉や顔色に不満を表し、康熙帝と反目するようになった。
康熙48年 (1709) にヨロの側室 (上述のソエトの妹?) が死去した際、礼部が弔問に誰を派遣するか相談したところ、康熙帝は「政治の邪魔ばかりする下五旗 (八旗の内、皇帝直属の上三旗を除いた残りの旗グサ) の諸王や宗室なんぞに朕の子やその正室が集まって弔問する謂れなどない」と吐き捨て、胤禩夫婦だけを派遣した。
このような環境下でわがまま放題に育ってきた胤禩の正室は、嬶かかあ天下で胤禩を尻に敷いただけでなく、封建社会の女性に課せられた、世嗣の遺すという最大の任務を蔑ろにした。康熙47年に皇太子胤礽を廃位した康熙帝は、野望ばかり立派で妻一人躾けられない胤禩を情けなく思いつつも、このままでは「残刻」な嫁の所為で胤禩の家系が途絶えてしまうといって嫁を詰った。さすがに慌てた嫁は、胤禩に側室を二人娶らせたが、それでもやっと一子一女が生まれたにすぎなかった。
康熙帝のあとを継いで雍正帝が践祚したが、九子奪嫡の闘争で敵対した允禩 (胤禩から改名) の態度が丸くなるはずはなかった。爵位をあげろと主張する嫁の伯叔父ら安郡王一族に、雍正帝は宗室を軽視していると讒言を言いふらして心を揺さぶり、離間策で脅して雍正帝に叙爵を迫った。雍正帝は、法を枉げてまで叙爵する謂れはないとして、爵位承襲の允可を拒んだ上にニルを剥奪した。
雍正帝は允禩の態度に内心腸が煮えくり返っているのを抑え、改悛を期待して自ら詔書を与え、さらに孝敬憲皇后にも頼んで、允禩を宥めるよう嫁を説得させた。そんな中で雍正帝は允禩に親王の爵位を与えたが、嫁の実家から允禩にお祝いの言葉が届くと、允禩は、
```
「何の喜びか之有る。首隕つるの何日かを知らず。」
[
40
]
```

「親王に叙爵されたからって何だというのだ。いつあの新皇帝に首を隕とされるかもわからないのに」といって嘲ったという。雍正帝の我慢も限界に達した。
雍正4年 (1726) 旧暦正月、雍正帝は、允禩の太々しい態度はあの嫁に大きな責任があると考え、皇帝の権限を以て強制的に離縁させると、更には嫁を軟禁させ、監視をつけて允禩との往来、通信を一切禁じた。允禩には、このことでもし恨みを募らせ、仮病を使って反抗的態度をとるなら、嫁を殺して子供にも罪を着せてやるといって脅した。翌2月には允禩の宗籍が剥奪、アキナに改名された。

## 家系

### 母祖
- 高祖父・膳房総領・瑚柱[6]
  - 曽祖父・内管領・都楞額[6]
    - 祖父・内管領・阿布鼐[6]
      - 母・衛氏良妃[43]：シンジェク (辛者庫)[44]出身。[45]

### 正室
- ウヤ (烏雅) 氏[46][47]：詳細は上述参照。

### 側室
- (姓氏不詳)：側室 (側フジン)。『皇朝文典』の祭文の記載によれば、某氏は早い頃に廉親王府に入り、雍正2年、乃至はそれ以前に逝去したという。人物特定には至っていない。
- 王氏：側妻 (庶フジン)。康熙45年の玉牒には、四品典儀・阿爾法の娘とある。王氏の産んだ子女は夭折した為、それ以降は記載がなく、その後のことは不詳。

- 張氏：側室 (妾)。張之碧の娘。侍女として入府。
  - 子・弘旺：康熙47年出生、乾隆27年死歿、享年55歳。「菩薩保」と同一人物かは不明。
    - 孫・永明額
      - 曾孫・綿森
        - 玄孫・奕沆：最後の直系子孫。出生：1841-死歿：1879。無嗣。

- 毛氏：側室 (媵)。毛二格の娘。侍女として入府。[6]
  - 娘 (名不詳)：夫は、康熙帝第14皇女・和碩愨靖公主と孫承運との子・孫五福。[48][49]のちに郡主に冊封されたが、[50]允禩の爵位剥奪に伴って同じく剥奪された。[6]

---

### 養子
- 愛新覚羅･弘時：雍正帝嬪妃の一人、李氏斉妃の子。雍正5年に「放縱不謹」を理由に宗籍を剥奪された。[51][52]
- (名不詳)：何焯の娘。[53]

## 逸話
- 胤禩は手習が拙かった為、[6]康熙帝は書道家で学者の何焯を教育指導につけた。[54]そのつながりから、何焯は九子奪嫡において胤禩の党閥に参与していた。[55]

## 王府旧址
廉親王府の旧址については『京師坊巷志稿』に二箇所について記載がある。一つは75頁「王府大街」の項に引用されている『嘯亭続録』の記述「饒餘親王、廉親王府，俱在王府大街」で、もう一つは58頁「四王栅欄」の項に同じく『嘯亭続録』から引用されている「今皆爲昭忠祠」である。これに拠れば、廉親王府は現北京市東城区台基廠台大街の北詰、東長安街との交叉点 (中国商務部) に在ったと考えられる。廉親王府の西側には裕親王府、東には安親王府があった。

## 関連作品
テレビドラマ
| 年     | 作品               | 配役   |
| 1980年 | 『大内群英』       | 江図   |
| 1980年 | 『大内群英』続     | 江図   |
| 1987年 | 『満清十三皇朝』   | 尹天照 |
| 1995年 | 『九王奪位』       | 呉廷燁 |
| 1997年 | 『江湖奇侠伝』     | 鄭浩南 |
| 1998年 | 『乾隆大帝』       | 鄭家生 |
| 1999年 | 『雍正王朝』       | 王絵春 |
| 2000年 | 『李衛当官』       | 王絵春 |
| 2003年 | 『刺虎』           | 王絵春 |
| 2004年 | 『李衛当官』2      | 王絵春 |
| 2003年 | 『九五至尊』       | 曾偉権 |
| 2004年 | 『皇太子秘史』     | 黄塁鑫 |
| 2011年 | 『歩歩驚心』       | 鄭嘉穎 |
| 2011年 | 『宮鎖心玉』       | 馮紹峰 |
| 2012年 | 『宮鎖珠簾』       | 馮紹峰 |
| 2013年 | 『王者清風』       | 湯鎮宗 |
| 2014年 | 『食為奴』         | 張継聡 |
| 2017年 | 『花落宮廷錯流年』 | 衛延侃 |
| 2019年 | 『夢回』           | 何志龍 |

## 註釈
1. ↑  参考：漢文 [胤禩], 拼音 [yìnsì], 満文 [ᡳᠨ ᠰᡟ], 転写 [in sy]。
2. 1 2  参考：漢文 [允禩], 拼音 [yǔnsì], 満文 [ᠶᡡᠨ ᠰᡟ], 転写 [yün sy]。
3. ↑  参考：満文 [ᠠᡴᡳᠨᠠ], 転写 [akina], 漢文 [阿其那], 拼音 [aqínà]。
4. ↑  参考：「禩」は「祀」の異体字。Wikipediaの記事名には表示されない可能性がある為、記事名には「祀」を用いた。
5. ↑  “康熙20年2月10日段13388”. 聖祖仁皇帝實錄. 94. 不詳
6. 1 2 3 4 5 6 7 8  维基百科「允禩」より引用、典拠不詳。
7. ↑  “康熙37年3月2日段18381”. 聖祖仁皇帝實錄. 187. 不詳
8. ↑  “康熙47年9月7日段21356”. 聖祖仁皇帝實錄. 234. 不詳
9. ↑  “康熙47年9月25日段21370”. 聖祖仁皇帝實錄. 234. 不詳
10. ↑  “康熙47年9月29日段21374”. 聖祖仁皇帝實錄. 234. 不詳
11. ↑  “康熙47年11月28日段21418”. 聖祖仁皇帝實錄. 235. 不詳
12. 1 2  “康熙48年2月26日段21473”. 聖祖仁皇帝實錄. 236. 不詳
13. ↑  “康熙48年3月10日段21485”. 聖祖仁皇帝實錄. 237. 不詳
14. ↑  参考：「凡應行走處俱懶惰不赴」(『聖祖仁皇帝實錄』巻262, 康熙54年正月29日／段22984)、「溺職」(『清史稿』巻8, 康熙54)。
15. ↑  “康熙54年正月29日段22984”. 聖祖仁皇帝實錄. 262. 不詳
16. ↑  参考：「○調山西布政使・朝琦、爲甘肅布政使司布政使。陞御史・雍泰、爲山西布政使司布政使。」(『聖祖仁皇帝實錄』卷215／康熙43年3月1日／段20116) とある通り、康熙43年時点で雍泰は「御史」から「布政使」に昇格しているが、康熙47年以降に現れる雍泰私刑騒動の記事五本全てが「布政使」ではなく「御史」としている。私刑が康熙43年以前の事件だからなのか、それとも単に「布政使」と「御史」を混同しているだけなのかは不明ながら、三、四年前の事件がここに来て突然掘り起こされるとは考えにくい為、また皇太子が自由に発言していることから、本記事では、皇太子の廃位 (康熙47年9月) 前のこととした。尚、『世宗憲皇帝實錄』では元号「雍正」を避諱して「雍yōng泰」から「永yǒng泰」に書き換えている。
17. 1 2  “雍正4年6月3日段26167”. 世宗憲皇帝實錄. 45. 不詳
18. 1 2 3 4 5  “康熙47年10月1日段21376”. 聖祖仁皇帝實錄. 235. 不詳
19. 1 2 3  “康熙47年10月4日段21379”. 聖祖仁皇帝實錄. 235. 不詳
20. ↑  参考：『聖祖仁皇帝實錄』では「厩長吳達理與御史雍泰、同出關差。因雍泰少與銀兩、雅齊布訴之允禩。」(卷235, 康熙47年10月4日/段21379)、また『世宗憲皇帝實錄』では「厩長吳達禮與御史永泰、同出關差。永泰所給銀兩不多。」(卷45, 雍正4年6月3日/段26167) となっているが、『清史稿』では「厩長吳達理與御史雍泰同榷關稅，不相能，訴之允禩」(巻220) となっている。「厩長」は官僚の出張に馬を曳いて同伴する官吏であり、監察を主任務とする「御史」とはその業務の性格が全く異なる。『清史稿』の「同榷關稅」は、二人が共同で関税業務にあたったという意味にとれるが、「出關差」を「關差を出でる」ではなく「關の差に出る」と理解したことによる誤りか。「出差」は中国語で出張の意。「差」は役務の意で、「〜差」で特定の役務を指す為、「關差」を関税に絡んだ役務の意にとり違えたか。「不相能」は不仲の意だが、『清史稿』に仲の良し悪しについての記載はみられない。
21. 1 2 3 4 5  “康熙53年11月27日段22940”. 聖祖仁皇帝實錄. 263. 不詳
22. 1 2  “雍正3年4月16日段25801”. 世宗憲皇帝實錄. 31. 不詳
23. ↑  “康熙55年9月12日段23412”. 聖祖仁皇帝實錄. 269. 不詳
24. ↑  “康熙55年9月16日段23414”. 聖祖仁皇帝實錄. 269. 不詳
25. ↑  “康熙55年9月18日段23416”. 聖祖仁皇帝實錄. 269. 不詳
26. ↑  “康熙55年9月23日段23421”. 聖祖仁皇帝實錄. 269. 不詳
27. ↑  “康熙55年9月25日段23423”. 聖祖仁皇帝實錄. 269. 不詳
28. ↑  清太祖ヌルハチ長子チュイェンの子孫。
29. ↑  “康熙55年9月27日段23424”. 聖祖仁皇帝實錄. 269. 不詳
30. ↑  “康熙55年9月28日段23425”. 聖祖仁皇帝實錄. 269. 不詳
31. ↑  “康熙55年9月30日段23427”. 聖祖仁皇帝實錄. 269. 不詳
32. ↑  “康熙55年10月5日段23432”. 聖祖仁皇帝實錄. 270. 不詳
33. ↑  “康熙56年正月29日段23521”. 聖祖仁皇帝實錄. 271. 不詳
34. 1 2 3 4  “康熙47年10月4日段21379”. 聖祖仁皇帝實錄. 235. 不詳
35. ↑  “列傳四 (安和親王岳樂)”. 清史稿. 217. 清史館
36. ↑  “順治14年11月8日段6974”. 世祖章皇帝實錄. 113. 不詳
37. ↑  “康熙13年9月24日段11421”. 聖祖仁皇帝實錄. 49. 不詳
38. ↑  “康熙29年2月2日段16155”. 聖祖仁皇帝實錄. 144. 不詳
39. 1 2  “康熙39年12月24日段19203”. 聖祖仁皇帝實錄. 202. 不詳
40. 1 2 3 4  “雍正四年正月28日段26051”. 世宗憲皇帝實錄. 40. 不詳
41. ↑  “雍正元年12月1日段25334”. 世宗憲皇帝實錄. 14. 不詳
42. ↑  参考：『世宗憲皇帝實錄』では「朕將允禩晉封親王時、伊妻外家向伊稱賀、伊云『何喜之有。不知隕首何日。』等語。」で、「伊かれ」は明らかに允禩を指しているが、『清史稿』巻220には「封親王命下，其福晉烏雅氏對賀者曰：『何賀為？慮不免首領耳！』」とあり、この発言主を正室ウラ氏としている。
43. ↑  “列傳一 (后妃)”. 清史稿. 214. 清史館
44. ↑  安, 双成 (1993). “ᠰᡳᠨ ᠵᡝᡴᡠ ᠵᡝᡨᡝᡵᡝ ᠠᡥᠠ sin jeku jetere aha” (中文). 满汉大辞典. 遼寧民族出版社. p. 497. "食金斗粮之奴仆，内务府管领下食口粮人，通称辛者库。"
45. ↑  “康熙53年11月26日段22939”. 聖祖仁皇帝實錄. 261. 不詳
46. ↑  “世宗本紀”. 清史稿. 9. 清史館
47. ↑  参考：维基百科「允禩」(記事翻訳元) には「嫡福晉郭絡羅氏，皇朝文典的冊文亦作郭爾羅斯氏。和碩額駙明尚之女，生母為岳乐第七女和硕格格。康熙三十六年定婚，康熙三十七年成婚。雍正四年正月，世宗以殘刻之罪名革去郭絡羅氏的福晉頭銜，休回外家，不准對外傳遞消息。」とあり、正室はゴロロ氏とする根拠に『清史稿』巻9を挙げているが、実際の巻9には「烏雅氏」とある。『皇朝文典』は編輯時点で確認できていないが、ここではひとまづ『清史稿』巻9に従いウヤ氏とする。
48. ↑  参考：『清史稿』巻255には「孫思克，……父得功，……思克其次子也。……曾孫慶成……。」、巻166には「孫承運，……思克子。」、巻346には「慶成，孫氏，……思克曾孫，……五福孫也。」とそれぞれある。以上を整理すれば、孫得功 - 孫思克 - 孫承運 - 孫五福 - 孫慶成となり、慶成が五福の孫というのは恐らく誤り。慶成が五福の孫である為には、承運と五福とが叔甥関係でないといけない。また、『聖祖仁皇帝實錄』に現れる五福が孫承運の子で間違いないなら、胤禩と和碩愨靖公主とは兄妹関係である為、胤禩の娘と公主の息子の関係はイトコ婚にあたる。
49. ↑  参考：毛氏との間にできた娘について、维基百科「允禩」には「康熙四十七年戊子五月初八日巳时生」、また「雍正二年甲辰六月，她嫁给姑妈和硕悫靖公主之子、表兄弟孙五福」とあるが、夫・孫五福の母、つまり姑・和碩愨靖公主は胤禩の妹で、康熙45年に生まれている。従って胤禩の娘と妹・公主とは二歳しか離れていない。妹・公主が仮に十代で孫五福を産んだとしても、胤禩の娘が孫五福より十歳以上年長ということになる。また、『聖祖仁皇帝實錄』卷235 (康熙47年10月4日/段21379) には、康熙47年10月時点で胤禩にはまだ子がないという康熙帝の発言が記載されていて、维基百科「允禩」と食い違う。以上を以て、本記事では康熙47年出生説を採らない。同じく、典拠不詳のため雍正2年に婚嫁したという説と「郡主于乾隆四十年乙未十一月二十一日巳时卒，年六十八岁。」という説も採らない。
50. ↑  “雍正2年6月7日段25523”. 世宗憲皇帝實錄. 21. 不詳
51. ↑  “諸王六 (世宗諸子)”. 清史稿. 220. 清史館
52. ↑  参考：弘時が允禩の養子に出されたという記載は『世宗憲皇帝實錄』にも『清史稿』にもみられないが、本記事の翻訳元の维基百科「允禩」では『宮中檔雍正朝奏摺』第26輯, p.291からの引用として「上諭弘時爲人斷不可留于宮廷是以令爲允禩之子」の一文を挙げている。
53. ↑  “康熙54年11月11日段23194”. 聖祖仁皇帝實錄. 266. 不詳
54. ↑  “文苑一 (何焯)”. 清史稿. 484. 清史館
55. ↑  “雍正4年6月3日段26167”. 世宗憲皇帝實錄. 45. 不詳

## 参照

### 書籍
- 編者不詳『聖祖仁皇帝實錄 (清實錄)』1937刊行 (漢) ＊中央研究院歴史語言研究所版
- 趙爾巽, 他100余名『清史稿』清史館, 1928 (漢文) ＊中華書局版
- 安双成『满汉大辞典』遼寧民族出版社, 1993 (中国語)

### Webサイト
- 「明實錄、朝鮮王朝実録、清實錄資料庫」中央研究院歴史語言研究所 (台湾)
- 栗林均「モンゴル諸語と満洲文語の資料検索システム」東北大学